# Chris Watson
John Christian Watson (Valparaíso, Xile, 9 d'abril de 1867 - Sydney, 18 de novembre de 1941), conegut habitualment com a Chris Watson, fou un polític australià, membre del Partit Laborista, i tercer Primer ministre d'Austràlia entre el 27 d'abril i el 18 d'agost de 1904. Fou el primer laborista a accedir al càrrec de primer ministre, no només a Austràlia, sinó en tot el món. Fou elegit pel Parlament australià en les primeres eleccions federals del març de 1901. L'assemblea del partit el va elegir com a líder parlamentari del partit el 8 de maig de 1901, just a temps per a la primera sessió del parlament. El seu període com a Primer Ministre fou breu, només quatre mesos, i es va retirar del parlament el 1907.

## Primers anys
Watson va afirmar que el seu pare era un mariner britànic de nom George Watson. Amb tot, existien registres que indicaven que el seu pare biològic era un ciutadà xilè d'origen alemany de nom Johan Cristian Tanck, i que Watson va néixer a Valparaíso, Xile o possiblement en un vaixell en aquest port. Els registres també mostren com la seva mare era ciutadana de Nova Zelanda anomenada Martha Minchin, que s'havia casat amb Tanck en el seu país d'origen. el 1868 els seus pares es van separar, i el 1869 la seva mare es va casar amb George Watson, de qui va prendre el nom. Cap d'aquests fets fou reconegut fins després de la mort de Watson, essent Watson l'únic Primer Ministre d'Austràlia que no va néixer en un territori de la Commonwealth.
Watson va anar a l'escola a Oamaru, Nova Zelanda, i als 13 anys va entrar com a aprenent en una impremta. El 1886 es va traslladar a Sydney per buscar noves oportunitats. Va trobar feina com a editor per a diversos diaris i fou a través d'aquesta proximitat amb diaris, llibres i escriptors que se li va desenvolupar un interès polític.

## Activitats de la Unió i política de l'estat

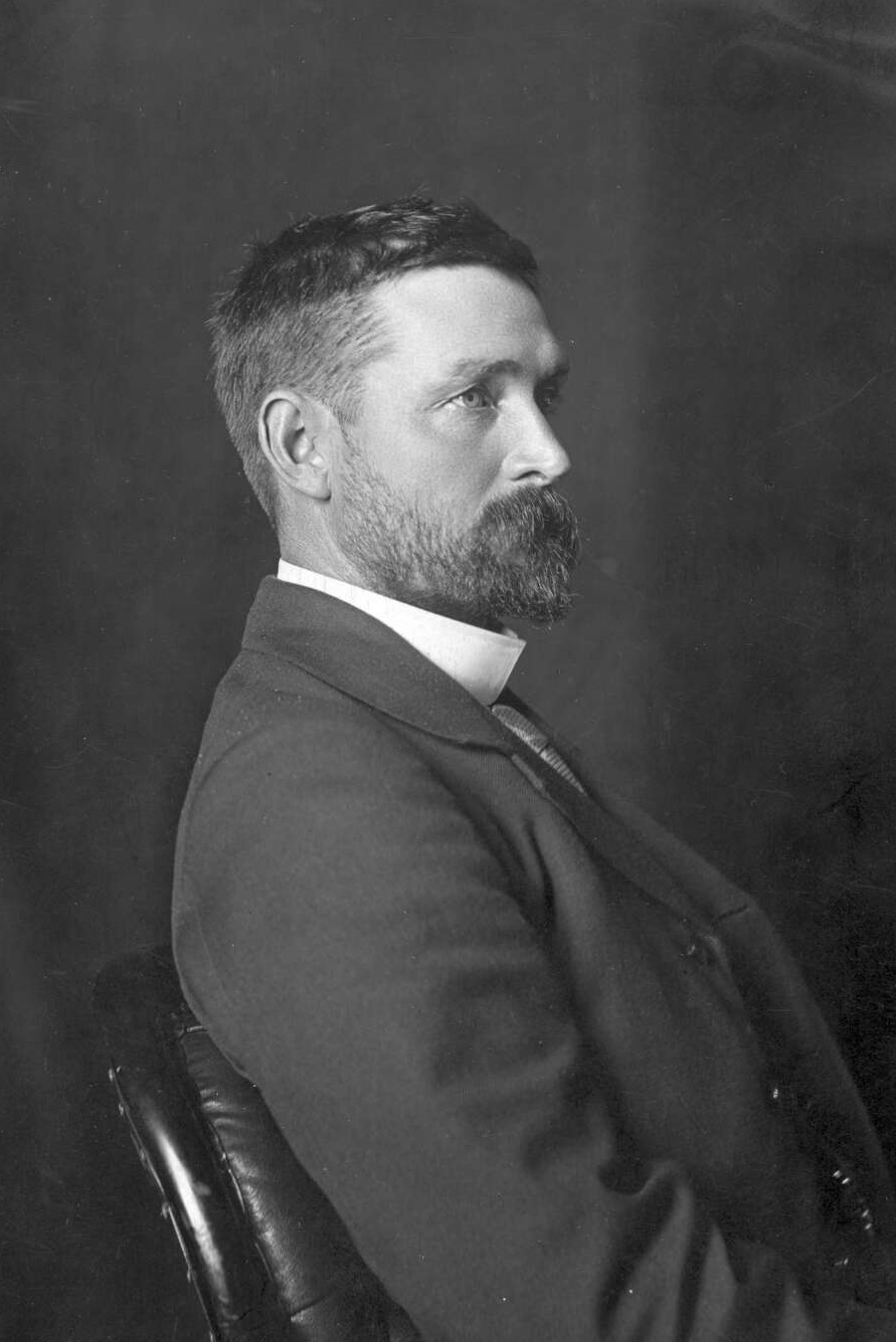
Retrat de John Christian Watson

Watson fou un dels fundadors del Partit Laborista de Nova Gal·les del Sud el 1891. Fou un sindicalista actiu i va esdevenir vicepresidnet del "Trades and Labour Council" (TLC) de Sydney, l'organisme que havia estat creat el gener de 1892 per reunir el conjunt dels sindicats de l'estat i també per donar-los més pes. El juny de 1892, es va unir el TLC i el Partit Laborista i d'aquí que Watson arribés a la presidència del TLC i cap del partit. El 1893 i 1894 es va dedicar a arreglar els problemes de solidaritat del partit i establir les regles de base de funcionament del partit i la sobirania de l'assemblea general, la solidaritat del caucus, el fet que els parlamentaris sostinguessin el partit i el rol primordial del comitè executiu. El 1894 Watson fou elegit diputat de Nova Gal·les del Sud per al seient de Young. El Partit Laborista havia creat en aquesta època una política de suport a la majoria gubernamental contra les concessions del seu partit i Watson va votar amb els seus col·legues per mantenir el cap de "Free Trade Party", el primer ministre de Nova Gal·ldes del Sud, sir George Reid. Després de les eleccions de 1898, Watson i James McGowen, el líder laborista van decidir de continuar mantenint el govern de Reid per tal que es pogués acabar amb la creació de la Federació Australiana.

## Federació

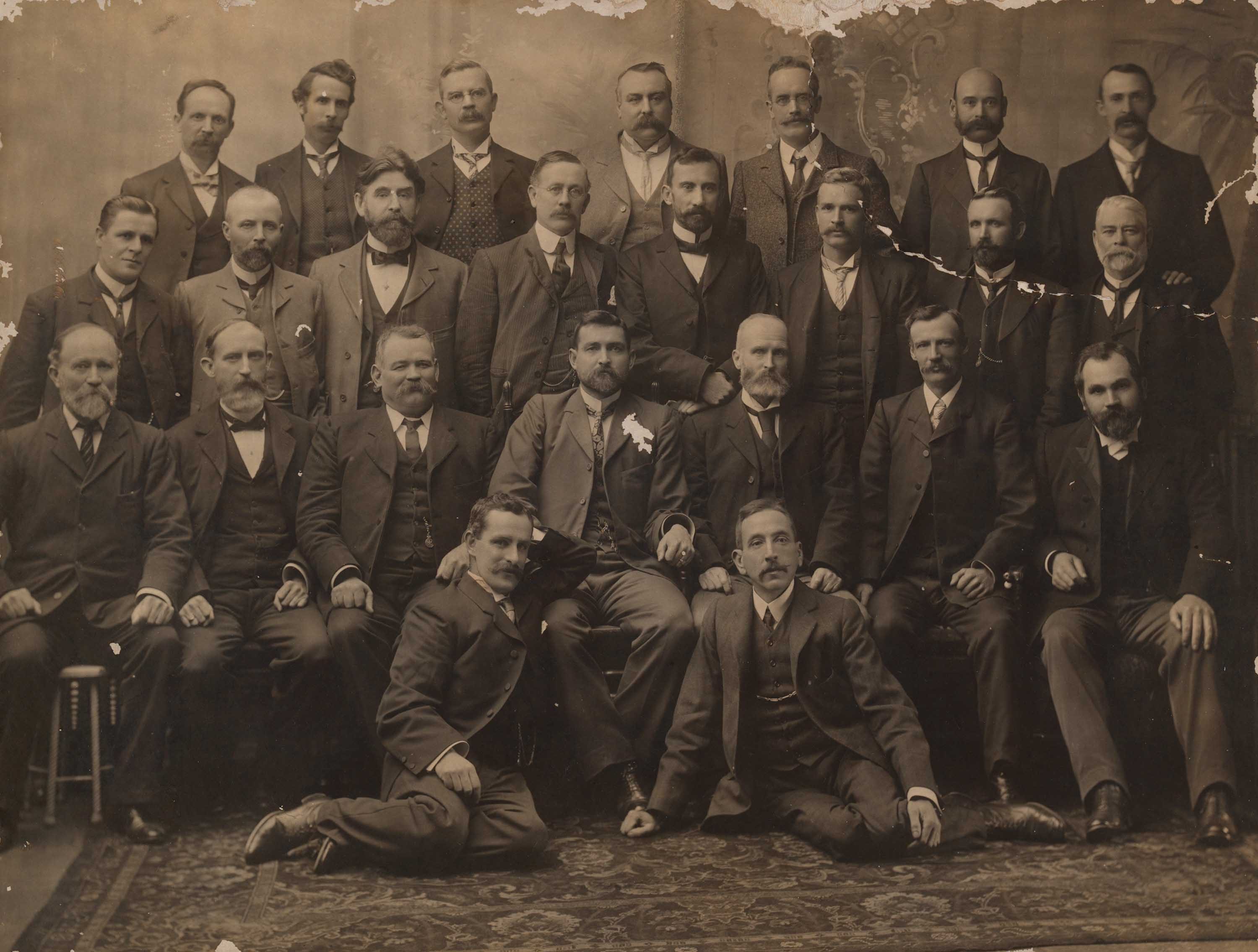
Grup de tots els diputats laboristes elegits en les primeres eleccions federals de 1901. S'hi veu Watson Andrew Fisher, Billy Hughes i Frank Tudor.

Watson va donar suport activament a la creació de la federació australiana i fou un dels deu candidats laboristes elegits pel partit per tal de participar en la convenció per a constituir una federació amb motiu de les eleccions del 4 de març de 1897, però no en va ser elegit cap. El partit va aprovar la creació de la federació, però van trobar que el projecte de constitució no era prou democràtic i donava massa poder al senat. Quan el projecte fou sotmès a referèndum el 3 de juny de 1898, el partit laborista amb un Watson que va jugar un gran paper, va decidir demanar el vot contrari al projecte que finalment fou refusat.
Watson fou un partidari convençut del referèndum com a mitjà democràtic del govern. Per estar segur que Reid donaria suport al projecte de la integració de l'estat de Nova Gal·les del Sud a la federació sobre un projecte esmenat, Watson va contribuir a negociar un acord que donaria suport al govern a canvi de quatre escons laboristes al Senat. A la reunió anual del partit al març de 1899, Hughes i Homan volien anul·lar el projecte, però no ho van poder. Quatre membres del partit foren elegits per al senat el 4 d'abril i el projecte de llei que preveia un nou referèndum fou votat positivament el 20 d'abril i es va celebrar el 20 de juny.
Watson fou elegit diputat de Bland a la primera elecció legislativa federal de 1901.
A Melbourne, la capital provisional, Watson va ser elegit el maig com a primer cap del partit laborista federal. McGowen no va guanyar les eleccions i l'altre membre influent del partit, Hughes, tenia massa enemics per imposar-se. Watson, bé que escollit per negociació, va aconseguir fer valdre la seva autoritat al partit.
Al parlament federal, on el partit laborista era el menys nombrós dels tres partits amb representació però era indispensable per tenir majoria, Watson va continuar amb la seva feina com havia fet fins llavors als parlaments colonials. Va sostenir els governs del partit proteccionista presidits per Edmund Barton i després per Alfred Deakin, a canvi de l'adopció de lleis proposades pel partit laborista, sobretot la llei sobre l'Austràlia Blanca. Aquesta llei aparentment racista s'explica de la manera següent: les grans societats i els grans propietaris feien venir a Austràlia obrers asiàtics, sobretot xinesos, que pagaven miserablement. Amb l'entrada només d'europeus al continent, els laboristes volien fer augmentar el salari mínim.
Watson era un laborista moderat, admirat sicerament per Deakin i compartia idees liberals sobre moltes temes. Deakin tenia el mateix punt de vista que Watson.

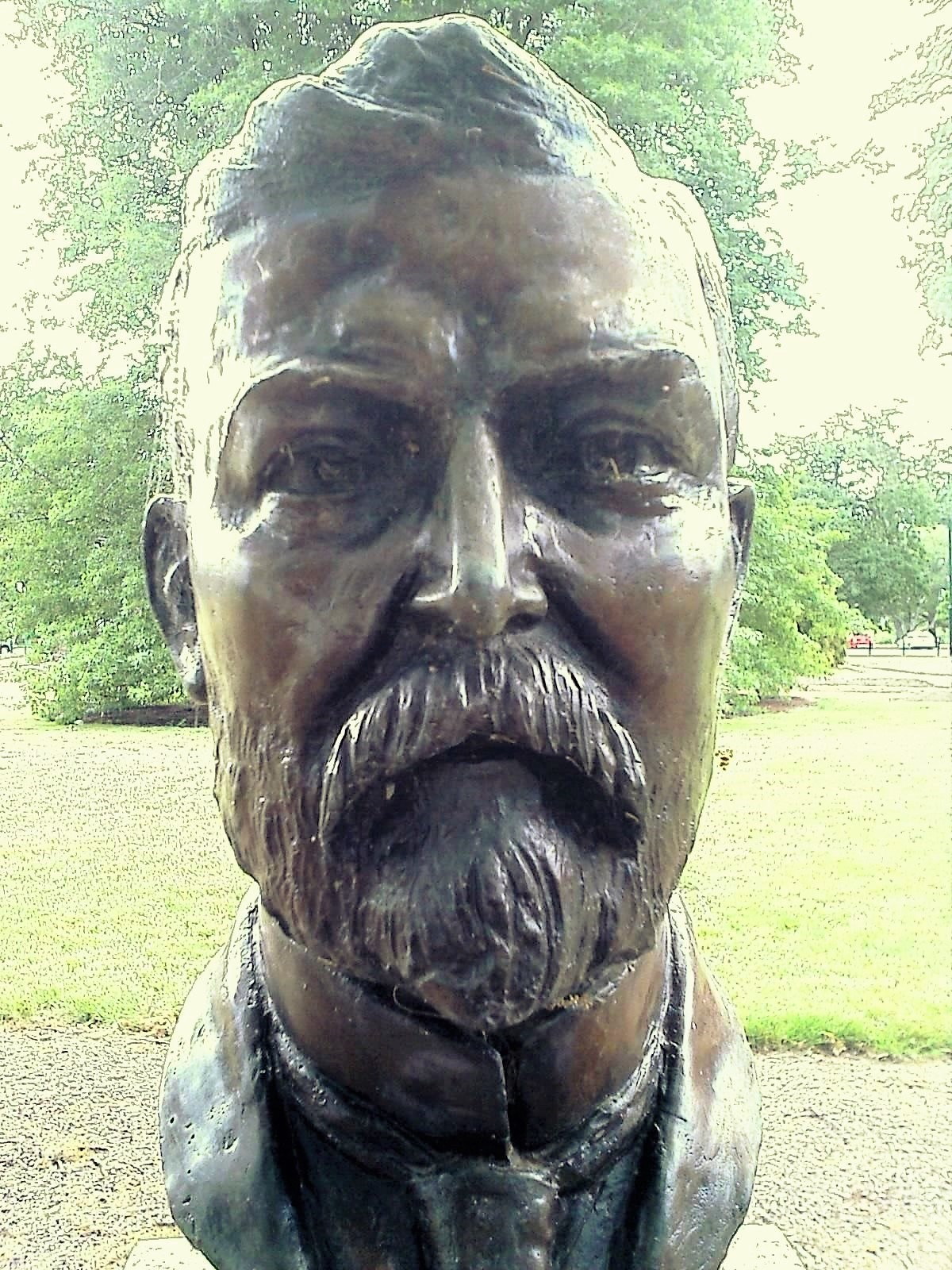
Bust de Chris Watson a Ballarat.

Watson tenia dues tasques, el partit laborista havia de doblar els resultats a les eleccions de 1903 i va poder continuar tenint el paper de punt indispensable de la majoria. L'abril de 1904, Watson i Deakin no van poder posar-se d'acord per fixar les lleis sobre les conciliacions i l'arbitratge de conflictes socials del sector privat i el sector públic, cosa que va provocar la dimissió de Deakin com a primer ministre. El líder liberal, George Reid, va refusar ocupar el lloc de Deakin. Watson, amb 37 anys, va ocupar el lloc de primer ministre i va esdevenir el primer ministre més jove.

## Primer ministre
Watson no es va fer il·lusions sobre la durada del seu govern i sabia que no podria fer aprovar pel parlament el programa laborista. Durant el seu govern, Watson va fer votar sis lleis, cinc de les quals eren lleis corrents que no necessitaven l'aval del senat, però quan va presentar la llei sobre les conciliacions i l'arbitratge dels conflictes socials, va tenir problemes i no la va aprovar, fet que va provocar la seva dimissió. Ell esperava que el governador general, Lord Northcote, dissoldria les dues cambres per convocar noves eleccions, però va refusar-ho i va demanar a Reid de formar un nou govern que ell acceptà.
Watson va continuar dirigint el partit laborista i fou elegit diputat de Sydney sud el 1906, després de la desaparició de la circumscripció de Bland. Però el 1907, l'estat de slatu de la seva dona, Ada, va empitjorar i ell va dimitir de cap del líder laborista i va deixar lloc a Andrew Fisher, que va conduir el partit a les eleccions federals de 1910. Fisher va guanyar Deakjin i va poder formar el segon govern laborista i Watsons, amb 42 anys, es va retirar de la vida política.

## Últims anys
Fora del parlament, Watson va continuar treballant per al partit laborista i va esdevenir director de la societat "Labor Papers Ltd" editora del "The Worker", el diari dels sindicats australians. També va dirigir una carrera d'home de món. El 1916, el partit laborista es va dividir per si calia un servei militar obligatori durant la I Guerra Mundial i Watson es va decantar pel sí, al costat de Billy Hughes. Fou exclòs del partit que havia ajudat a crear. Llavors va ajudar a fundar, juntament amb Hughes, el Partit Nacional fins al 1922, quan es va retirar completament de la vida política.
Watson va consagrar la resta de la seva vida en les activitats socials, va ajudar a crear la "National Roads and Motorists Association" (NRMA) i va ser-ne el president fins a la seva mort. També fou un dels fundadors de l'"Australian Motorists Petrol Co Ltd" (Ampol).
Va perdre la seva primera dona el 1921 i l'octubre de 1925 es va casar amb Antonia Mary Gladys Dowlan a la mateixa església on s'havia casat per primer cop. La segona esposa era una serventa de 23 anys originària d'Austràlia Occidental que havia conegut al "Commercial Travellers' Club" que freqüentaven a Sydney. Va tenir una filla, Jacqueline, amb ella.
Va morir a casa seva, a Sydney, el 18 de novembre de 1941.